# Homegrown (album, Neil Young)
Homegrown je studiové album kanadského hudebníka Neila Younga. Vydáno bylo 19. června 2020 společností Reprise Records. Nahráno však bylo již v letech 1974 až 1975 a více než 45 let zůstalo nevydané. Několik písní však Young později nahrál znovu na svá další alba (například American Stars 'n Bars a Hawks & Doves). Kromě Younga se na albu podíleli například Levon Helm, Stan Szelest a Emmylou Harris. V listopadu 2019 bylo oznámeno, že album Homegrown vyjde během roku 2020, konkrétní datum však zveřejněno nebylo. Později bylo oznámeno, že vyjde 18. dubna, tento termín však byl také odložen. V polovině května byla zveřejněna první píseň z alba nazvaná „Try“.

## Seznam skladeb
1. Separate Ways
2. Try
3. Mexico
4. Love Is a Rose
5. Homegrown
6. Florida
7. Kansas
8. We Don't Smoke It No More
9. White Line
10. Vacancy
11. Little Wing
12. Star of Bethlehem

## Obsazení
- Neil Young – zpěv, kytara, harmonika, klavír
- Ben Keith – pedálová steel kytara, lap slide kytara, dobro, zpěv
- Tim Drummond – baskytara, zpěv
- Levon Helm – bicí
- Karl T. Himmel – bicí
- Robbie Robertson – kytara
- Emmylou Harris – doprovodné vokály
- Sandy Mazzeo – doprovodné vokály
- Stan Szelest – klavír